# ماتيو دامس
ماتيو دامس (مواليد 9 مارس 2004) هو لاعب كرة قدم بلجيكي، يلعب لصالح نادي الأهلي في الدوري السعودي للمحترفين. مثل منتخب بلجيكا لكرة القدم تحت 21 عامًا.

## المسيرة الكروية

### نادي بي إس في آيندهوفن
انضم دامس إلى أكاديمية نادي بي إس في أيندهوفن في عام 2012. ووقع عقدًا احترافيًا لمدة عامين مع نادي بي إس في آيندهوفن في يونيو 2021، خاض أول مباراة احترافية له في 21 يناير 2022 مع نادي بي إس في آيندهوفن للشباب في مباراة دوري الدرجة الأولى الهولندي ضد نادي إكسلسيور روتردام والتي فاز فيها الفريق بنتيجة 3-0. بعد مشاركته في 12 مباراة في دوري الدرجة الأولى الهولندي في موسمه الأول مع نادي الشباب، وقع في يونيو 2023 على تمديد عقد لمدة عام واحد مع النادي. في 6 أكتوبر 2023، سجل هدفه الأول في الدوري ضد نادي ماستريخت. بدأ مباراته الأولى في الدوري الهولندي مع نادي آيندهوفن في 1 سبتمبر 2024 ضد نادي غو أهد إيغلز.

### الأهلي
مع انتهاء عقده مع نادي آيندهوفن في الصيف، انضم إلى نادي الأهلي السعودي في 29 يناير 2025. وقد أعلن عن أن رسوم انتقال اللاعب بلغت نحو 10 ملايين يورو. شارك لأول مرة في الدوري السعودي للمحترفين مع نادي الأهلي، عندما دخل بديلاً في الشوط الثاني في مباراة انتهت بفوز النادي الأهلي بنتيجة 2-0 خارج أرضه على نادي العروبة في 30 يناير 2025. وبعد أيام قليلة، شارك مع النادي في دوري أبطال آسيا، عندما لعب خارج أرضه ضد نادي السد القطري في 3 فبراير 2025.

## المسيرة الدولية
ماتيو هو لاعب دولي في منتخب بلجيكا للشباب، في عام 2024، استدعي إلى منتخب بلجيكا تحت 21 عامًا.

## إحصائيات المهنة

### النادي
آخر تحديث 14 يناير 2025
.
| النادي            | الموسم          | الدوري            | الدوري | الدوري  | الكأس الوطنية | الكأس الوطنية | قاري   | قاري    | أخرى   | أخرى    | المجموع | المجموع |
| النادي            | الموسم          | القسم             | الظهور | الأهداف | الظهور        | الأهداف       | الظهور | الأهداف | الظهور | الأهداف | الظهور  | الأهداف |
| ----------------- | --------------- | ----------------- | ------ | ------- | ------------- | ------------- | ------ | ------- | ------ | ------- | ------- | ------- |
| إيندهوفن للشباب   | 2021–22         | الدرجة الأولى     | 1      | 0       | —             | —             | —      | —       | —      | —       | 1       | 0       |
| إيندهوفن للشباب   | 2022–23         | الدرجة الأولى     | 12     | 0       | —             | —             | —      | —       | —      | —       | 12      | 0       |
| إيندهوفن للشباب   | 2023–24         | الدرجة الأولى     | 32     | 1       | —             | —             | —      | —       | —      | —       | 32      | 1       |
| إيندهوفن للشباب   | 2024–25         | الدرجة الأولى     | 2      | 0       | —             | —             | —      | —       | —      | —       | 2       | 0       |
| إيندهوفن للشباب   | المجموع         | المجموع           | 47     | 1       | —             | —             | —      | —       | —      | —       | 47      | 1       |
| بي إس في آيندهوفن | 2024–25         | الهولندي الممتاز  | 15     | 0       | 2             | 0             | 6      | 0       | 1      | 0       | 24      | 0       |
| النادي الأهلي     | 2024–25         | السعودي للمحترفين | 0      | 0       | 0             | 0             | 0      | 0       | —      | —       | 0       | 0       |
| المجموع الوظيفي   | المجموع الوظيفي | المجموع الوظيفي   | 62     | 1       | 2             | 0             | 6      | 0       | 1      | 0       | 71      | 1       |

1. ↑  بصفته كأس هولندا
2. ↑  الظهور في دوري أبطال أوروبا
3. ↑  الظهور في كأس السوبر الهولندي

## الأوسمة
الأهلي
- دوري أبطال آسيا للنخبة : 2024–25 [14]